# 매사추세츠주의 기

매사추세츠 주의 기

1908년부터 1971년까지 쓰인 기의 뒷면

매사추세츠의 기는 매사추세츠주의 깃발이다. 하얀 바탕에 매사추세츠 주의 문장이 있는 형태의 기이다.

## 같이 보기
- 매사추세츠주